# Хиперион
Хиперион, (грч. Υπερίων, лат. Hyperion) је бог сунца у Хомеровој Илијади и Одисеји - Хелос Хиперион.
Он је један од Титана, син богиње Геје и бога Урана.
Са својом је сестром Тејом имао је троје деце;
- Хелија - (Сунце)
- Селену - (Месец)
- Еос - (Зора).